# Norton-on-Derwent
Norton-on-Derwent è un paese di 7 387 abitanti della contea del North Yorkshire, in Inghilterra.